# Павленко, Раиса Ивановна
Раиса Ивановна Павленко (укр. Раїса Іванівна Павленко; род. 1937) — советская и украинская библиотекарь, директор Национальной научной медицинской библиотеки Украины.

## Биография
Родилась 15 января 1937 года в селе Гильцы Чернухинского района Полтавской области Украинской ССР.

### Образование
В 1954 году с золотой медалью окончила среднюю школу № 1 города Хорол Полтавской области и в 1954—1957 годах училась на историческом факультете Киевского государственного университета (ныне Киевский национальный университет имени Тараса Шевченко). Будучи студенткой, была участницей студенческих отрядов, работавших на целине. Своё образование продолжила обучением на заочном отделении Харьковского государственного библиотечного института (ныне Харьковская государственная академия культуры) в 1957—1962 годах.

### Деятельность
С 1958 года Раиса Ивановна работает в Национальной научной медицинской библиотеке Украины:
- 1958—1961 годы — библиотекарь отдела обслуживания читателей;
- 1961—1964 годы — старший библиотекарь справочно-реферативного отдела;
- 1964—1966 годы — главный библиотекарь отдела библиографии;
- 1966—1967 годы — заведующий отдела сети медицинских библиотек;
- 1967—1971 годы — заместитель заведующего отделом библиографии;
- 1971—1975 годы — заместитель директора библиотеки по научной части;
- 1975—2006 годы — директор библиотеки.

С 2006 года по 2018 являлась генеральным директором библиотеки, в сумме простояв на посту директора библиотеки 43 года. Автор ряда трудов. Участница национальных и международных конференций по библиотечному делу.
Наряду с профессиональной, занимается общественной деятельностью: член Украинской библиотечной ассоциации (председатель её ревизионной комиссии), является членом совета директоров Ассоциации украинских библиотек, членом Украинского медицинского клуба и Научного медицинского клуба им. В. Фролькиса. Член редакционных коллегий ряда профессиональных и медицинских изданий Украины.
За свою многолетнюю плодотворную работу была удостоена наград СССР: орден «Трудового Красного Знамени» (1986), медаль имени Н. К. Крупской (1987), медали «Ветеран труда» (1984), «В память 1500-летия Киева» (1982) и «За доблестный труд» (1970), знак «Отличник здравоохранения» (1970) и звание «Заслуженный работник культуры УССР» (1980); и наград Украины: орден княгини Ольги трёх степеней (2001, 2007, 2017), медаль «За труд и доблесть в медицине» (2015), а также Почётные грамоты Украинской библиотечных Ассоциации, Министерства здравоохранения Украины, Министерства культуры Украины.